# Analiza emanacyjna
Analiza emanacyjna – rodzaj analizy radiochemicznej służącej oznaczaniu ilości radu w roztworach na podstawie ilości radonu wydzielonego w trakcie barbotowania.
Dzięki stosowaniu klatratów umożliwia oznaczanie również pierwiastków niepromieniotwórczych. Klatrat podczas odpowiednio dobranej reakcji chemicznej uwalnia uwięziony w nim gaz promieniotwórczy. Ilość wydzielonego gazu jest wprost proporcjonalna do ilości oznaczanej substancji, co jest równoznaczne z jej analizą ilościową.